# Mięsień krawiecki

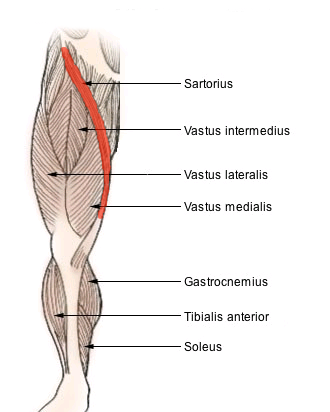
Schematyczne przedstawienie mięśni uda i podudzia prawego. Mięsień krawiecki (opisany jako Sartorius) zaznaczony kolorem czerwonym.

Mięsień krawiecki (łac. musculus sartorius) inaczej mięsień najdłuższy uda – w anatomii człowieka parzysty mięsień kończyny dolnej, jeden z mięśni grupy przedniej mięśni uda.

## Topografia
Jest najdłuższym mięśniem ciała ludzkiego, u dorosłego ma około 50 cm długości. Ma kształt długiej taśmy o przekroju trójkątnym, utrzymywanej i objętej przez powięź szeroką. Przebiega esowato najpierw na przedniej, a następnie przyśrodkowej powierzchni uda. Początkowo biegnie w bruździe utworzonej przez mięsień czworogłowy uda i mięsień biodrowo-lędźwiowy, następnie przez przywodziciele. Mięsień towarzyszy tętnicy udowej. W swej górnej trzeciej części biegnie od niej bocznie i tworzy ramię boczne trójkąta udowego (łac. trigonum femorale). W środkowej trzeciej części przykrywa tętnicę od przodu, wzmacniając ścianę przednią kanału przywodzicieli. W dolnej trzeciej części mięsień przechodzi na stronę przyśrodkową tętnicy. 

### Przyczepy i przebieg

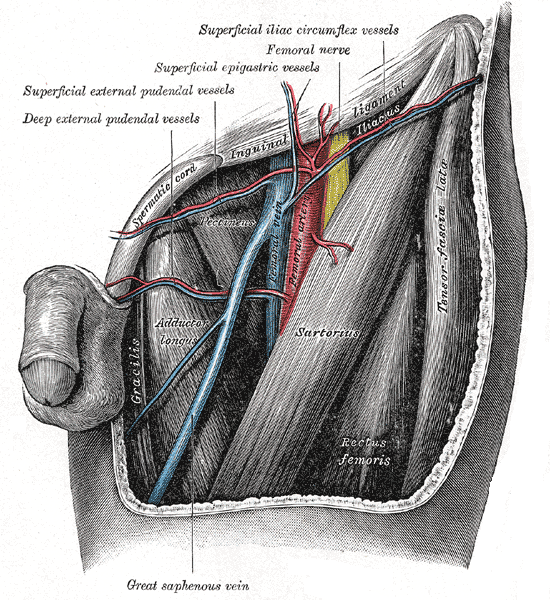
Stosunki anatomiczne w lewym trójkącie udowym. Mięsień krawiecki (opisany jako Sartorius) początkowo zlokalizowany bocznie od tętnicy udowej (Femoral artery), biegnąc przyśrodkowo i ku dołowi przykrywa ją od przodu.

Mięsień rozpoczyna się krótkim ścięgnem na kolcu biodrowym przednim górnym. Następnie biegnie ku dołowi i przyśrodkowo, ku tyłowi od nadkłykcia przyśrodkowego kości udowej i głowy przyśrodkowej mięśnia czworogłowego uda, od tego miejsca biegnie skośnie do przodu i ku dołowi. Kończy się płaskim, rozbieżnym ścięgnem przyczepiającym się do kości piszczelowej poniżej i przyśrodkowo od guzowatości piszczeli oraz do powięzi goleni.

### Gęsia stopa ścięgnista
Ścięgno końcowe mięśnia krawieckiego łączy się wachlarzowato ze ścięgnami mięśnia smukłego i połścięgnistego i spaja się z powięzią goleni tworząc ścięgnistą strukturę zwaną gęsią stopą (łac. pes anserinus). Warstwę powierzchowną stopy tworzy mięsień krawiecki, warstwę głęboką – pozostałe dwa mięśnie.

### Kaletki maziowe
Kaletki maziowe związane z mięśniem krawieckim umiejscowione są przy jego przyczepie końcowym. Między ścięgnem mięśnia krawieckiego a ścięgnami mięśni smukłego i półścięgnistego znajduje się pierwsza z nich (łac. bursa subtendinea musculi sartorii). Druga (łac. bursa anserina), większa, zawsze obecna, a często połączona z poprzednią, położona jest między kością piszczelową i więzadłem piszczelowym pobocznym a ścięgnem mięśnia smukłego i półścięgnistego.

## Czynność
Jest jedynym mięśniem uda, który zgina staw biodrowy i staw kolanowy. Zginając staw biodrowy – zgina, odwodzi i obraca na zewnątrz udo. Natomiast po zgięciu stawu kolanowego – obraca do wewnątrz goleń. Działanie zginające w stawie biodrowym jest najsilniejsze, ale i tak względnie słabe w związku z niewielkim polem przekroju brzuśca mięśnia.

## Unaczynienie
Mięsień krawiecki unaczyniony jest gałązkami mięśniowymi tętnicy udowej, tętnicy okalającej udo bocznej oraz tętnicy zstępującej kolana.

## Unerwienie
Mięsień krawiecki unerwiony jest przez tożstronny nerw udowy (włókna z nerwów rdzeniowych L2–L3).

## Odmiany
Mięsień krawiecki może nie występować. Może występować w formie dwubrzuścowej, ze ścięgnem pośrednim lub będąc podzielonym wzdłużnie (na całym przebiegu, wzdłuż górnego lub wzdłuż dolnego odcinka). Odmiany mogą obejmować także miejsca przyczepów.